# Silvio Pellico (film)
Silvio Pellico o Silvio Pellico, il martire dello Spielberg è un film storico del 1915 diretto da Livio Pavanelli.

## Trama
Nel 1820, nel Lombardo Veneto occupato dagli austriaci, i carbonari Silvio Pellico e Pietro Maroncelli vengono arrestati e condotti nel carcere di Santa Margherita a Milano, poi ai Piombi di Venezia. Dopo il processo nel 1822 Pellico e Maroncelli vengono trasferiti nel carcere dello Spielberg a Brno, capoluogo della Moravia. Nel 1830, «dopo tanti anni di isolamento e di martirio», Silvio Pellico viene scarcerato e può finalmente ritornare agli affetti familiari.

## Film di propaganda
Tratto da Le mie prigioni di Silvio Pellico il film è stato pensato e realizzato subito dopo l’ingresso dell'Italia nella prima guerra mondiale e presentato al pubblico nell'ottobre 1915.
Alla vicenda storica viene aggiunta la figura, inventata, di Vezio Ricciardi, nato dalla violenza subita dalla madre a causa di un soldato austriaco.
La figura del militare nemico violento è tipica della propaganda bellica dell'epoca come, per esempio, nel film Mariute del 1918.

## Restauro
Restauro effettuato a partire da un copia nitrato donata da Livio Fantina alla Cineteca del Friuli.

## Curiosità
Visto censura n. 10519 dell'8 ottobre 1915.